# Rathbunella hypoplecta
Rathbunella hypoplecta är en fiskart som först beskrevs av Gilbert, 1890.  Rathbunella hypoplecta ingår i släktet Rathbunella och familjen Bathymasteridae. Inga underarter finns listade i Catalogue of Life.